# Telchius
Genre
Telchius est un genre d'araignées aranéomorphes de la famille des Oonopidae.

## Distribution
Les espèces de ce genre se rencontrent en Afrique du Nord et en Afrique du Sud.

## Liste des espèces
Selon World Spider Catalog (version 15.0, 2014) :
- Telchius barbarus Simon, 1893
- Telchius maculosus Denis, 1952
- Telchius transvaalicus Simon, 1907

## Publication originale
- Simon, 1893 : Arachnides. Voyage de M. E. Simon au Venezuela (décembre 1887 - avril 1888). 21e Mémoire. Annales de la Société Entomologique de France, vol. 61, p. 423-462 (texte intégral).